# Baldramina Flores
Baldramina Flores Urquieta (Mialqui, Región de Coquimbo, 24 de diciembre de 1924 - Iquique, 29 de septiembre de 2021), fue una activista y escritora chilena.
Ha dedicado gran parte de su vida a la defensa de los Derechos humanos en Chile desde el Golpe de Estado en Chile de 1973 comandado por el General Augusto Pinochet, por querer "reivindicar el nombre de su hijo", Humberto Lizardi Flores, detenido y fusilado en Pisagua el 11 de octubre de 1973.
Algunas acciones que se le atribuyen son la creación de la A.F.E.P.I. (Agrupación de Familiares de Ejecutados Políticos de Iquique), querellar por primera vez en Chile las violaciones a los DD.HH. cometidos durante la dictadura militar (Chile) y a raíz de ello, el hallazgo de la fosa de Pisagua Archivado el 16 de junio de 2002 en Wayback Machine. en junio de 1990.
Luego de presidir la Agrupación que había fundado, se dedica a la literatura escribiendo poemas, publicando sus producciones en Recordando al Hijo (1° ed. 2002; 2° ed. 2005) y Con Alma de Mujer (2011), después de haber escrito algunos poemas para la Agrupación Literaria Ficus que fueron publicados en el libro LunaSiente (2002).
El 24 noviembre del 2000, fue galardonada como «Hija Ilustre de Iquique» por la máxima autoridad regional, Don  Jorge Soria Quiroga por ser considerada como un referente en la defensa de los Derechos Humanos en la Región de Tarapacá y en Chile.
La historia de su lucha ha sido centro de distintas maneras artísticas de dejar testimonio. Una de las primeras fue La Mamá Baldra un documental del realizador iquiqueño Marcos Luza, (estrenado en 2004), Conversaciones con Mamá Baldra del escritor antofagastino Juan Santander (Publicado en 2007), el cual recoge el testimonio de Baldramina a manera de diálogo con el autor, La Memoria Rebelde del escritor periodístico español Mario Amorós y Después de la lluvia. Chile, la memoria herida del mismo autor.

## Primeros años (1925-1925)
Baldramina Flores Urquieta nace en la localidad de Mialqui en una fecha cuestionada. Por tradición oral y por medio de sus padres, le fue transmitido que la fecha real de su nacimiento fue el 24 de diciembre de 1924, aunque su inscripción en el Registro Civil se realizó el 1 de enero de 1925; esto debido a que su padre tuvo que trasladarse en burro hasta la localidad de Carén, región de Coquimbo para realizar el trámite. 
Baldramina, es la mayor de tres hermanos, hijos del matrimonio conformado por Eva Urquieta y José María Flores; agricultores de la localidad de Milaqui.

## Actualidad
El 30 de marzo de 2012, su histórica casa sufrió un siniestro a las 4.45 de la madrugada, afectando principalmente el segundo piso, lugar donde guardaba la mayoría de archivos de la época de la dictadura militar y pertenencias de su hijo fusilado en Pisagua. Su hijos decidieron vender la propiedad. 
Baldramina vivió por un periodo de 5 meses en la ciudad de Antofagasta con su hija por su delicado estado de salud debido a un accidente doméstico que la dejó dependiente de bastones. Sin embargo regresó a Iquique por alrededor de un año viviendo con su hijo menor. En abril de 2016 decide volver a su tierra natal, donde residió junto a su hermano menor.
Recientemente ha vuelto a Antofagasta donde reside en la actualidad al cuidado de su hija y sus nietos, Natalia y Vicente. 
Falleció el día 29 de septiembre de 2021 a la edad de 96 años en la ciudad de Iquique. 